# Kubánská spojka
Kubánská spojka (v anglickém originále Wasp Network) je francouzsko-brazilský film režiséra Oliviera Assayase, který je zároveň autorem scénáře. Scénář filmu byl inspirován knihou The Last Soldiers of the Cold War od brazilského novináře Fernanda Moraise. Pojednává o tzv. Kubánské pětici, tedy pěti Kubáncích, kteří byli v září roku 1998 zatčeni a následně odsouzeni za údajnou špionáž ve Spojených státech. Ve filmu hrají například Édgar Ramírez, Wagner Moura, Gael García Bernal, Ana de Armasová a Penélope Cruzová. Kameramanem filmu je Denis Lenoir, který s režisérem spolupracuje již od jeho začátku v osmdesátých letech. Natáčení snímku bylo zahájeno v únoru 2019 na Kubě. Kubánské úřady však původně nechtěly natáčení filmu zde dovolit a Assayas si našel jiné místo, kde by se scény, odehrávající v Havaně, mohly natočit. Nakonec však Kuba souhlasila. Premiéra filmu proběhla dne 1. září 2019 na Benátském filmovém festivalu. Stalo se tak přesně rok poté, co byl na stejném místě uveden Assayasův předchozí snímek Doubles vies.